# Antoni Andrzejowski
Antoni Andrzejowski, pseudonim: Stary Detiuk, (ur. 1785 w Warkowiczach, zm. 12 grudnia 1868 w Stawiszczach) – polski przyrodnik, botanik, geolog, pamiętnikarz i pisarz.

## Życiorys
Urodzony w Warkowiczach koło Dubna na Wołyniu. Syn Łukasza ubogiego szlachcica, kasjera banku Antoniego Prota Potockiego, i matki z Sobińskich. Wychowany na dworze kasztelanowej Bierzyńskiej w Ludwipolu, później u wojewody sieradzkiego Michała Walewskiego, gdzie jego ojciec był rządcą majątku i marszałkiem dworu. Pierwsze nauki pobierał w Korcu i w Tuczynie (pod kierunkiem F. Szopowicza). Szkołę ukończył w Międzyrzeczu Koreckim. W roku 1801 (po śmierci ojca), został wysłany przez Aleksandra Chodkiewicza do Wilna dla dalszej nauki rysunku. Pod kierunkiem Jędrzeja Śniadeckiego studiował nauki przyrodnicze i malarstwo u J. Oleszkiewicza. W tym czasie prywatnie pobierał nauki wykłady botaniki i zoologii u Stanisława Bonifacego Jundziłła oraz lekcje anatomii.
W roku 1806 przeniósł się do Krzemieńca studiując tam botanikę u Franciszka Scheidta i Willibalda Bessera. Był wykładowcą nauk przyrodniczych m.in. w Liceum Krzemienieckim. Dorabiał sobie lekcjami rysunku, następnie od roku 1818 został pomocnikiem, w późniejszym czasie adiunktem W. Bessera przy katedrze botaniki i zoologii. Ponadto uczestniczył w pracach Towarzystwa Młodzianów Gimnazjum Wołyńskiego Kształcących się w Porządnym Mówieniu i Pisaniu. Do swych prac wykorzystywał częste jego wycieczki po Wołyniu, Litwie, Ukrainie i Podolu (lata: 1816, 1818, 1822-1825 i 1830). Zbierał okazy botaniczne i geologiczne. W roku 1832 w wyniku likwidacji szkoły w Krzemieńcu przez zaborcę rosyjskiego przeniósł się wraz z innymi polskimi naukowcami z Krzemieńca do Kijowa, gdzie podjął pracę na Uniwersytecie Kijowskim jako asystent W. Bessera (do roku 1839).
W roku 1839, zwolniony przez władze rosyjskie za ukrywanie spiskowca, nauczał historii naturalnej w Liceum księcia Bezborodki w Nieżynie (gubernia czernihowska). Od roku 1852 już jako emeryt zamieszkał początkowo w Niemirowie, następnie w Stawiszczach (1856) na Ukrainie u Aleksandra Branickiego, gdzie założył i opiekował się jego ogrodem botanicznym, w międzyczasie oddając się pracy pisarskiej.
Zmarł 12 grudnia roku 1868 w Stawiszczach.

## Działalność naukowa
Badacz przyrody, szczególnie przyrody Litwy, Wołynia i Ukrainy. Korespondent Uniwersytetu Kijowskiego. Jego zainteresowania koncentrowały się na botanice, zoologia, geologii i paleontologii. Interesowała go systematyka i morfologia roślin z rodziny krzyżowych.
Opisał 51 gatunków kopalnych z fauny miocenu Wołynia. Faunistyką zajmował sporadycznie. Najbardziej interesowały go gady i płazy. Był członkiem Towarzystwa Warszawskiego Przyjaciół i moskiewskiego Towarzystwa Badaczów Natury.

### Prace naukowe
Poza około 10 wykazami roślin ukraińskich wydał także:
- "Czackia. Rodzaj rosliny", Ćwiczenia Naukowe (Oddział Matematyczno-Fizyczny) 1818, t. 2; także w jęz. francuskim pt. "Czackia, genre déterminé et diréct par...[1] Krzemieniec", 1818
- Uwiadomienie dla miłośników botaniki, Krzemieniec 1820, (wyjątki z Pamiętnika Farmaceutycznego Wileńskiego, t. 2, nr 1; współautor: W. Besser)
- Rys botaniczny krain zwiedzonych w podróżach pomiędzy Bohem i Dniestrem, od Zbruczy aż do Morza Czarnego, odbytych w latach 1814, 1816, 1818 i 1822[2], Wilno 1823
- Rys botaniczny krain zwiedzonych w podróżach w latach 1823 i 1824 między Bohem a Dniestrem aż do ujścia rzek w morze odbytych. Ciąg drugi, t. 1-2, Wilno 1830
- Nauka wyrazów botanicznych dla łatwości determinowania roślin, czyli zastosowania do nich opisów. Z najlepszych autorów krótko zebrana i porządkiem abecadła ułożona[3], Krzemieniec 1825
- "Słownik roślin Grekom starożytnym znanych i na polski język przełożonych", Dziennik Wileński 1827, t. 2 i odb., (współautor: W. Besser)
- Ramoty Starego Detiuka o Wołyniu, fragmenty ogł. Pismo zbiorowe wileńskie 1859, cz. 2, s. 1-114; całość wyd. osobno, t. 1-4, Wilno 1861-1862[4][5]; wyd. następne: t. 1-3 (wyd. F. Rawita-Gawroński), Wilno 1914; także Wilno 1921; fragmenty przedr. R. Kaleta Anegdoty i sensacje obyczajowe wieku Oświecenia w Polsce, Warszawa 1958
- Ramoty Starego Detiuka. Powieści z dziejów ojczystych, seria II, t. 1-2, Kraków 1866[6][7], (tu powieści: Synowie Władysława Hermana i Dobiesław)
- Flora Ukrainy czyli opisanie roślin dziko rosnących w Ukrainie przeddnieprowej i w sąsiednich z nią okolicach Wołynia, Podola i guberni cherzońskiej[8], cz. 1, Warszawa 1869, (cz. 2 zaginęła w rękopisie i już nie została opublikowana)
- drobne rozprawy ogł. w czasopismach: Ćwiczenia Naukowe (1818), Pamiętnik Farmaceutyczny Wileński (1820), Dziennik Wileński (1827), Pismo zbiorowe wileńskie (1859), Niewiasta (1860) i Pamiętnik Warszawski
- ponadto inne rozprawy naukowe z zakresu botaniki i geologii; niektóre z nich ogł. w czasopismach: Biulletin de la Société des Naturalistes de Moscou (1850, 1853), Nouveaux mémoires de la Société des Naturalistes de Moscou (t. 2)
- rękopisy treści botanicznej i geologicznej w Bibliotece PAN Kraków, sygn. 1497; Biblioteka Jagiellońska, sygn. 4332 (tu autorstwo Andrzejewskiego jest wątpliwe).

### Listy
- Do T. Wasilewskiego, 2 listy z roku 1828, rękopis: Ossolineum, sygn. 4364/II
- Do P. Zawadzkiego z 25 marca 1835, autograf znajdował się w Archiwum Zawadzkich, Wilno.